# Tétrarchie d'Hérode
4 av. J.-C. – 44 ap. J.-C.
- Territoire de Hérode Archélaos (Idumée, Judée et Samarie)
- Territoire de Hérode Antipas (Galilée et Pérée)
- Territoire de Hérode Philippe II (Batanée, Gaulanitide, Iturée, Trachonitide et Auranitide)
- Territoire de Salomé (Yavné)
- Villes indépendantes (Décapole)

Entités précédentes :
- Royaume d'Hérode

Entités suivantes :
- Judée (province romaine)
- Royaume de Chalcis

La tétrarchie d'Hérode ou tétrarchie de Judée a été formée à la suite de la mort de Hérode le Grand en 4 avant notre ère, lorsque son royaume fut divisé en héritage entre ses fils Hérode Archélaos en tant que ethnarque, Hérode Antipas et Hérode Philippe II en tant que tétrarques. La sœur d'Hérode Salomé Ire devint quant à elle toparque de Jamnia. La Judée, partie principale de la tétrarchie, fut transformée par Rome en l'an 6 après J.-C. en Province de Judée, constituée de la Judée proprement dite, de la Samarie et de l'Idumée. Avec la mort de Salomé Ire en 10 après J.-C., son domaine fut également intégré à la nouvelle province de Judée. Malgré la domination romaine, Hérode Philippe II continua à gouverner la Batanée, la Trachonitide, ainsi que l'Auranitide jusqu'en 34 après J.-C. (son domaine étant plus tard incorporé à la Province de Syrie), tandis que Hérode Antipas dirigea la Galilée et la Pérée jusqu'en 39 après J.-C. Le dernier souverain hérodien notable doté d'un certain degré d'indépendance fut Agrippa Ier. Ce dernier devint même roi de Judée de 41 après J.-C. jusqu'à sa mort en 44.
Par la suite, les hérodiens Hérode de Chalcis, Agrippa II, Aristobule de Chalcis puis à nouveau Agrippa II gouvernèrent le Royaume de Chalcis. La mort sans descendance d'Agrippa II entraîna l'incorporation du royaume dans la Province de Syrie en 93.

## Revirements testamentaires

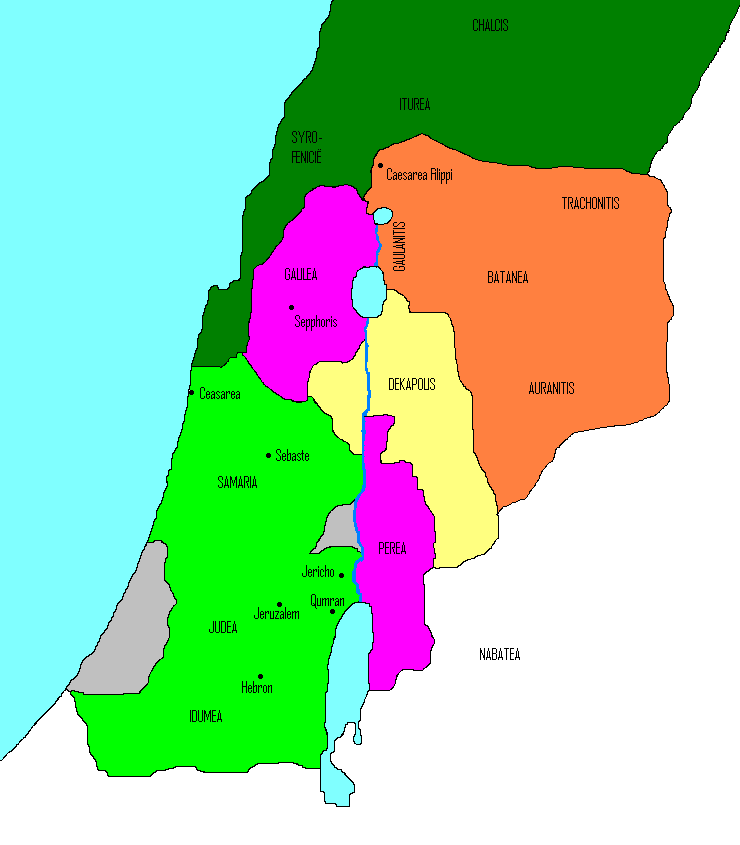
Le partage du royaume d'Hérode Ier le Grand à sa mort en -4 :
Salomé Ire (villes de Javneh, Azotas, Phaesalis)
Territoires sous l'autorité d'Hérode Antipas
Territoires sous l'autorité de Hérode Philippe II
Territoires sous l'autorité d'Hérode Archélaos, puis à partir de l'an 6, province romaine de Judée
Province romaine de Syrie
Citées autonomes (Decapolis)

À sa mort en 4 av. J.-C., Hérode était à la tête un royaume constituant la plus grande partie du sud-ouest du Levant, un royaume  client de l'empire romain. 

### Premier testament
Dans le premier testament, Hérode désigna comme héritiers Aristobule IV et Alexandre, enfants qu'il a eu avec la princesse hasmonéenne Mariamne Ire. 

### Deuxième testament
Les intrigues de palais et notamment les propos d'Antipater II, fils qu'Hérode a eu avec Doris, convainquirent le roi de Judée que les deux fils qu'il avait eu avec Mariamne l'Hasmonéenne complotaient contre lui. Il les fit jeter en prison, puis exécuter en 7 av. J.-C.

### Troisième testament
Antipater II devint alors l'héritier exclusif d'Hérode. En 5 av. J.-C., il fut néanmoins à son tour accusé du meurtre de son père, et reconnu coupable par le gouverneur romain de la Syrie Varus. L'empereur romain Auguste approuva la peine de mort et Antipater II fut exécuté en 4 av. J.-C.

### Quatrième testament
Hérode II, que Hérode a eu avec sa troisième épouse Mariamne II, devint le nouvel héritier. L’implication de cette dernière dans le complot intenté par Antipater II écarta finalement Hérode II de l'héritage.

### Cinquième testament
Hérode choisit alors de désigner Hérode Antipas comme roi de Judée.,

### Sixième et dernier testament
Dans un ultime revirement, Hérode préféra la répartition suivante : 
- Hérode Archélaos, son fils par sa quatrième femme Malthacé la Samaritaine, fut désigné pour devenir roi de Judée et régner également sur la Samarie et l'Idumée.
- Hérode Antipas, frère d’Hérode Archélaos, devint tétrarque de Galilée et de Pérée.
- Hérode Philippe II, fils d'Hérode par sa cinquième femme Cléopâtre de Jérusalem, devint tétrarque de la partie nord du royaume d'Hérode. Pour Luc,  il s'agit de l'Iturée et la Trachonitide. Pour Flavius Josèphe, les territoires reçus par Philippe correspondent à « la Batanée, avec la Trachonitide et l’Auranitide, une partie de ce qu’on appela le domaine de Zénodore[4],[5] », des régions aujourd'hui en Syrie et au Liban.

## Règnes des héritiers
La Judée étant un royaume client de l'Empire romain, la succession d'Hérode due être ratifiée par l'empereur Auguste.
Les trois héritiers d'Hérode se rendirent donc à Rome pour faire valoir leurs droits, Antipas faisant valoir qu'il devait hériter du royaume de Judée en entier et les deux autres frères affirmant que la dernière volonté d'Hérode devait être honorée.
Malgré le soutien des membres de la famille d'Hérode à Rome pour Antipas en faveur de la domination romaine directe sur le royaume de Judée et malgré la préférence d'Auguste pour Antipas, l'empereur romain confirma la division du territoire établie par Hérode dans son testament final, avec un bémol cependant : Archélaos devrait se contenter d'être ethnarque plutôt que roi. 

### Le règne d'Hérode Archélaos (-4-6)
Hérode Archélaos, fils d'Hérode par sa quatrième épouse Malthacé la Samaritaine, reçut la part du lion du royaume : la Judée, la Samarie et l'Idumée ainsi que le titre d' « ethnarque » (« souverain du peuple » : dans ce cas, les Juifs, les Samaritains et les Iduméens).
Au début de son règne en 4 av. J.-C., Archelaus fut confronté à la sédition des pharisiens. Il l'écrasa avec une grande sévérité.
Des plaintes contre Archelaus pour cruauté et délits contre la loi mosaïque furent envoyés à Rome et en l'an 6 ap. J.-C., après 10 ans de règne, Archelaus fut destitué et exilé en Gaule par l'empereur Auguste. Il fut remplacé par un gouverneur romain, Coponius, et l'ethnarchie judéenne (Judée, Samarie et Idumée) devint la province romaine de Judée

### Le règne d'Hérode Antipas (-4-39)
À la mort d'Hérode le Grand, Hérode Antipas, frère d’Hérode Archélaos, devint tétrarque de Galilée et de Pérée. Il construisit la ville de Tibériade en l'honneur de l'empereur Tibère. Jésus de Nazareth (en Galilée) comparut devant le préfet romain Ponce Pilate, qui l'envoya, lui, chez Hérode Antipas avant de finalement le condamner. Vaincu par son premier beau-père Arétas IV lors d'une bataille où il perdit son armée, Antipas fut par la suite destitué par l'empereur Caligula (39). Les Romains, irrités par le pouvoir excessif d'Antipas, décidèrent de l'exiler dans le Sud de la Gaule à Saint-Bertrand-de-Comminges.

### Le règne d'Hérode Philippe II (-4-34)
Le tétrarque Philippe Ier dirigea l'Iturée et la Trachonite de 4 av. J.-C. jusqu'à sa mort en 34 après J.-C. Ses territoires furent ensuite intégrés à la province romaine de Syrie, puis donnés à Agrippa Ier en 37. 

### Le règne de Salomé Ire(-4-10)
Salomé Ire, après la mort de son frère Hérode Ier le Grand, « outre les biens que le roi lui avait légués par testament, [est] déclarée maîtresse de Jamnia, d'Azotos et de Phasaëlis ; (Auguste) lui [fait] aussi don du palais d'Ascalon : le tout produisait 60 Talents de revenus ; toutefois, son apanage [est] placé sous la dépendance de la principauté d'Archélaos. »

### Le règne d'AgrippaIer(37-44)
Agrippa Ier, fils d'Aristobule IV, devint tétrarque de Galilée puis, par faveur de l'empereur Claude, succéda en tant que roi de Judée au préfet romain Marullus en 41 après J.-C.. 
Avec cette acquisition, un royaume hérodien des Juifs fut rétabli jusqu'en 44 après J.-C., bien que rien n'indique que le statut de province romaine eût été suspendu.
Agrippa Ier fit par ailleurs en sorte que Chalcis fût remis à son frère Hérode de Chalcis.

## Nom
Le mot tétrarchie suggère quatre règles (« règle du quart ») ; néanmoins, Flavius Josèphe, dans le contexte de la description de l'héritage d'Hérode, n'en mentionne que trois. Il se réfère à Hérode Archélaos, qui possédait « une moitié de ce qui avait été soumis à Hérode », et pour Philip et Antipas « à l'autre moitié, divisée en deux parties ».
D'autre part, Luc l'évangéliste fait référence à Lysanias, tétrarque de Abilène, dans sa liste des dirigeants à l'époque de Jean le Baptiste, aux côtés de Pontius Pilate (l'un des successeur romain ayant remplacé Archélaos), d'Hérode Antipas et de Philippe.
Ce qui signifie peut-être que Josèphe a fait référence à une moitié du royaume et que Archélaos était souverain des deux quarts. Cela suggérerait que la division en quatre parties était déjà établie et que le quatrième quart pour Lysanias faisait partie d'une tétrarchie différente en Syrie ; ce qui est crédible, car Hérode III, frère d'Hérode Agrippa Ier, était roi de Chalcis, qui était situé au nord, en dehors du royaume d'Hérode.
Ou peut-être que Josèphe, en décrivant les héritages des trois fils d'Hérode, a omis de mentionner Lysanias ou son prédécesseur, cela dans la mesure où ils n'appartenaient pas à la dynastie hérodienne.
La référence à « la moitié du royaume » pourrait alors être comprise comme une observation géographique plutôt que politique.
La part d'Archélaos dans le royaume représentait environ la moitié du royaume hasmonéen et plus de la moitié des revenus que détenait Hérode [réf. nécessaire]. Selon W. Smith, Abilène était déjà tout ou en partie  à Hérode et revint par la suite au tétrarque Lysanias.
Plus tard, la première partie du territoire fut rendue par Caligula à Agrippa Ier, le reste par l'empereur Claude à Hérode Agrippa II.